# زان‌دیک
زان‌دیک (به هلندی: Zaandijk) یک منطقهٔ مسکونی در هلند است که در زان‌استاد واقع شده‌است. زان‌دیک ۸٬۸۷۰ نفر جمعیت دارد.

## نگارخانه

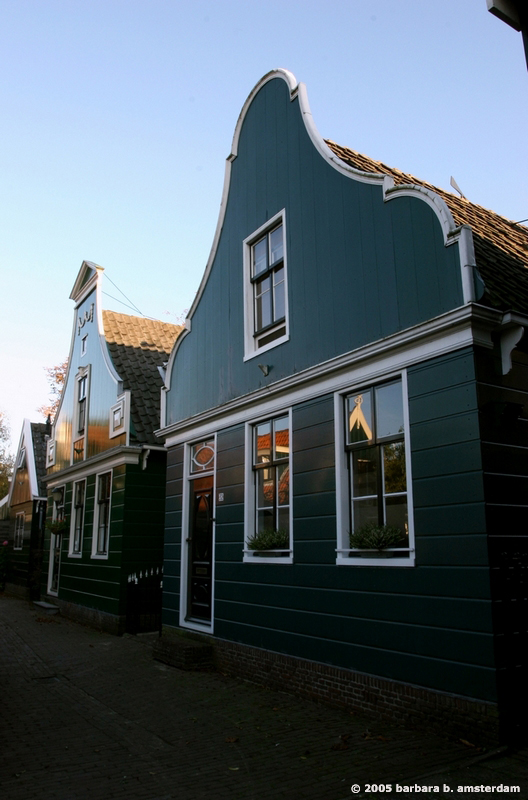
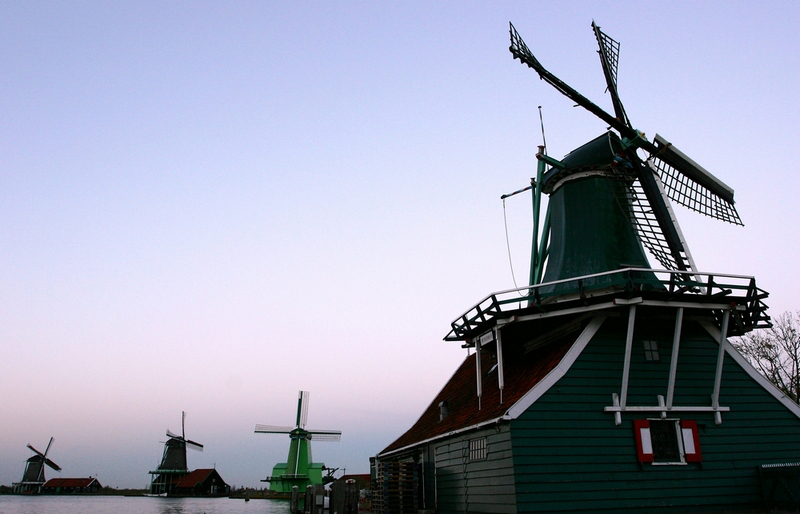
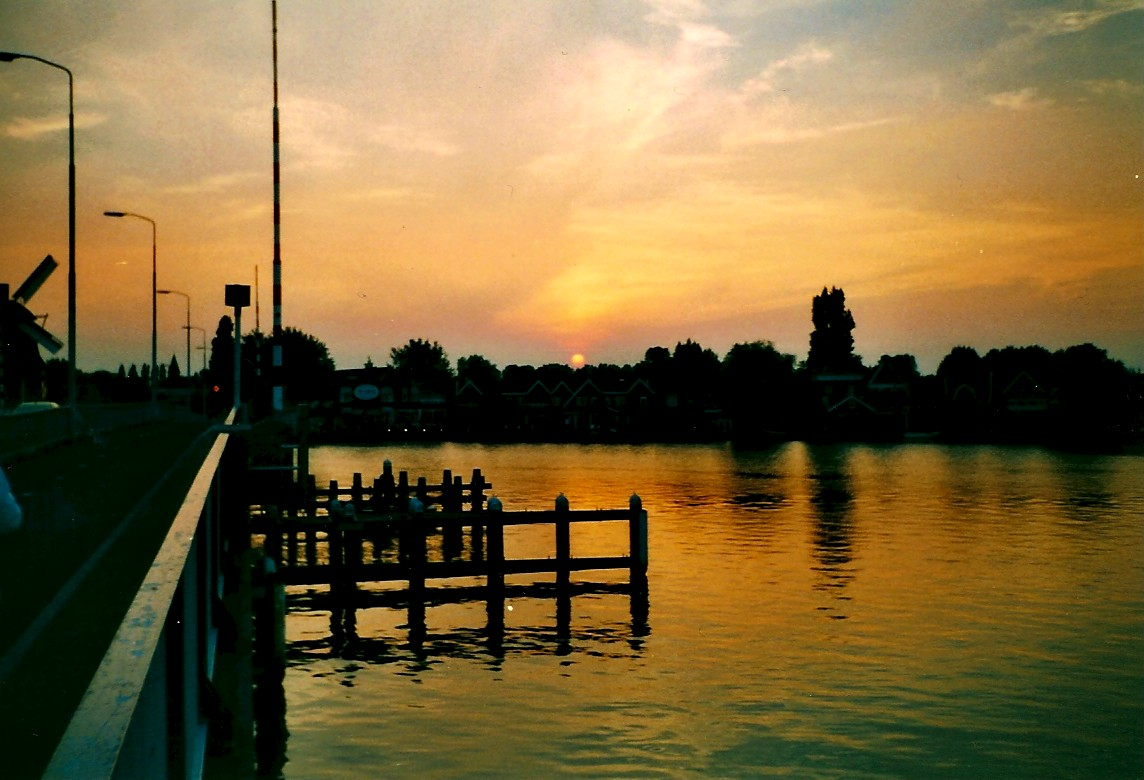